# Ливан на летних Олимпийских играх 1968
Ливан принимал участие в Летних Олимпийских играх 1968 года в Мехико (Мексика) в пятый раз за свою историю, но не завоевал ни одной медали. Сборная страны состояла из 11 спортсменов (все — мужчины), которые приняли участие в соревнованиях по велоспорту, фехтованию, стрельбе, плаванию, тяжёлой атлетике и борьбе.